# Filosofia do comportamento econômico

A filosofia do comportamento econômico une os estudos da psicologia e da economia comportamental à filosofia para pesquisar a influência das emoções e das questões éticas no comportamento econômico do indivíduo. Tem como campos de estudo: psicologia da economia; economia comportamental; filosofia das emoções; filosofia da economia; filosofia da mente; neurociências; ética do comportamento econômico; ética da tomada de decisão; ética do sistema financeiro (bancos, startups, bancos digitais, investimentos, moedas criptográficas, etc.), Nudges  e outras técnicas que influenciam na tomada de decisão; educação, saúde, condição sociocultural, emprego e renda versus comportamento econômico; influência dos algoritmos e IA na tomada de decisão; comportamento econômico e globalização; tomada de decisão na economia e nas questões ambientais.